# Auckland Pirates
Les Auckland Pirates sont un club néo-zélandais de basket-ball basé à Auckland. C'est l'un des plus titrés la National Basketball League, le plus haut niveau en Nouvelle-Zélande.
Le club est détenu par Ted Baldwin, entraîneur de la sélection néo-zélandaise jusqu'en 2006.

## Palmarès
- National Basketball League : 1982, 1983, 1995, 1996, 1997, 1999, 2000, 2004, 2005, 2012

## Entraîneurs
- 1994-2001 : / Tab Baldwin
- Depuis ? : Kenny Stone

## Joueurs célèbres ou marquants
- Dillon Boucher
- Pero Cameron
- Casey Frank